# John Campbell, IX duca Argyll
John Douglas Sutherland Campbell (Londra, 6 agosto 1845 – Cowes, 2 maggio 1914) è stato un militare e politico britannico, governatore Generale del Canada dal 1878 al 1883.

## Biografia

### I primi anni e la carriera
Nato a Londra, John era il figlio primogenito di George, marchese di Lorne e di Lady Elizabeth Sutherland-Leveson-Gower, figlia George Sutherland-Leveson-Gower, II duca di Sutherland, ed ottenne il titolo di Conte di Campbell dalla nascita. Nel 1847, quando aveva appena 21 mesi, suo padre succedette come VIII duca di Argyll ed egli assunse il titolo di Marchese di Lorne, che mantenne sino all'età di 54 anni. Egli venne educato all'Edinburgh Academy, a Eton, a St Andrews ed al Trinity College di Cambridge. Per dieci anni egli rappresentò Argyllshire come Liberale tra i membri della camera dei comuni.

### Matrimonio e governatorato generale del Canada

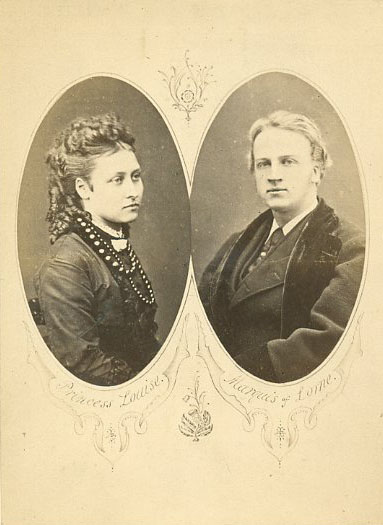
La Principessa Luisa ed il Marchese di Lorne in occasione del loro fidanzamento ufficiale

Il 21 marzo 1871 egli sposò la principessa Luisa di Sassonia-Coburgo-Gotha, figlia quartogenita della regina Vittoria del Regno Unito e del principe Alberto di Sassonia-Coburgo-Gotha. Malgrado l'opposizione della famiglia reale (era dal 1515 che una principessa reale britannica non sposava un membro di una non famiglia reale) ed in particolare di Alberto, principe di Galles, la regina Vittoria si stava rendendo conto che i tempi erano ormai cambiati ed era tempo che si guardasse al rafforzamento del trono in patria.
Questo matrimonio contribuì notevolmente alla sua carriera futura e poco dopo, infatti, egli venne nominato Governatore Generale del Canada, programmando il trasferimento immediato della coppia presso la nuova residenza. Durante la propria occupazione come governatore generale, Campbell riuscì a ripristinare l'economia canadese e ripose Sir John A. Macdonald al suo ruolo di Primo Ministro.
All'età di 33 anni, Campbell era il più giovane governatore generale in servizio, ma proprio per via di questa sua giovinezza non poteva stare alla larga dagli affari di stato e fu così che egli e la principessa Luisa iniziarono a contribuire particolarmente alla cultura canadese, in particolare nelle arti e nelle scienze. La coppia incoraggiò la nascita della Royal Society of Canada, della Royal Canadian Academy of Arts e della National Gallery of Canada, selezionando persino alcune delle prime opere. Oltre a fungere come patrono delle arti e delle lettere in Canada, Campbell scrisse molti libri di prosa e poesia, mostrando il suo grande apprezzamento per le bellezze paesaggistiche e culturali del Canada. Egli viaggiò moltissimo per il paese, incoraggiando lo sviluppo di moltissime istituzioni.
La principessa Luisa era un'ottima scrittrice oltre che una scultrice ed un artista, amante dei colori a olio e dell'acquarello a tal punto che dipinse una porta con motivi di frutti primaverili che ancora oggi si trova a Rideau Hall. Ella diede il nome di Regina alla nuova capitale dei Territori del Nord-Ovest (poi provincia di Saskatchewan ed al Lake Louise nel distretto che chiamò Alberta, dal nome di suo padre. Durante l'epidemia di scarlattina del 1880 a Ottawa si dimostrò anche una donna attenta alle esigenze del popolo e amorevolmente si dedicò al lavoro di crocerossina.

### Dopo il Canada
La principessa Luisa ritornò in Inghilterra nel 1881 e Campbell la seguì due anni più tardi nel 1883. Lord Lorne divenne Governatore Generale e Conestabile del Castello di Windsor dal 1892 al 1914 e ricoprì dal 1895 la carica di rappresentante di Manchester South al parlamento inglese sino alla morte del padre il 24 aprile 1900, quando venne chiamato a succedergli come IX duca di Argyll. Campbell e la principessa Luisa vissero a Kensington Palace.
Egli morì a Cowes nel 1914 per polmonite.
Il matrimonio, soprattutto negli ultimi anni, non fu felice. Si diceva che Lorne fosse bisessuale anche se non aveva una forte predisposizione all'omosessualità. Uno dei suoi più intimi amici fu Frank Shackleton (fratello dell'esploratore Sir Ernest Shackleton), che fu uno dei principali sospettati del furto dei gioielli della corona irlandese, motivo per cui le indagini andarono a finire in un nulla di fatto.

## Ascendenza
|                                                        |                                            |                                                     | Genitori                                       |  |  | Nonni |  |  | Bisnonni                        |  |  | Trisnonni                        |  |
|                                                        |                                            |                                                     |                                                |  |  |       |  |  | John Campbell, V duca di Argyll |  |  | John Campbell, IV duca di Argyll |  |
|                                                        |                                            |                                                     |                                                |  |  |       |  |  | John Campbell, V duca di Argyll |  |  | John Campbell, IV duca di Argyll |  |
|                                                        |                                            | hon. Mary Kerr                                      |                                                |  |  |       |  |  | John Campbell, V duca di Argyll |  |  |                                  |  |
| John Campbell, VII duca di Argyll                      |                                            |                                                     |                                                |  |  |       |  |  | John Campbell, V duca di Argyll |  |  |                                  |  |
|                                                        |                                            | Elizabeth Gunning, I baronessa Hamilton di Hameldon | John Gunning                                   |  |  |       |  |  |                                 |  |  |                                  |  |
|                                                        |                                            | Elizabeth Gunning, I baronessa Hamilton di Hameldon | John Gunning                                   |  |  |       |  |  |                                 |  |  |                                  |  |
|                                                        |                                            | Elizabeth Gunning, I baronessa Hamilton di Hameldon | hon. Bridget Bourke                            |  |  |       |  |  |                                 |  |  |                                  |  |
| George Douglas Campbell, VIII duca di Argyll           |                                            | Elizabeth Gunning, I baronessa Hamilton di Hameldon |                                                |  |  |       |  |  |                                 |  |  |                                  |  |
|                                                        |                                            | John Glassel                                        | Robert Glassell                                |  |  |       |  |  |                                 |  |  |                                  |  |
|                                                        |                                            | John Glassel                                        | Robert Glassell                                |  |  |       |  |  |                                 |  |  |                                  |  |
|                                                        |                                            | John Glassel                                        | Mary Kelton                                    |  |  |       |  |  |                                 |  |  |                                  |  |
| Joan Glassel                                           |                                            | John Glassel                                        |                                                |  |  |       |  |  |                                 |  |  |                                  |  |
|                                                        |                                            | Helen Buchan                                        | John Buchan                                    |  |  |       |  |  |                                 |  |  |                                  |  |
|                                                        |                                            | Helen Buchan                                        | John Buchan                                    |  |  |       |  |  |                                 |  |  |                                  |  |
|                                                        |                                            | Helen Buchan                                        | Anne Brown                                     |  |  |       |  |  |                                 |  |  |                                  |  |
| John Campbell, IX duca Argyll                          |                                            | Helen Buchan                                        |                                                |  |  |       |  |  |                                 |  |  |                                  |  |
|                                                        | George Leveson-Gower, I duca di Sutherland | Granville Leveson-Gower, I marchese di Stafford     |                                                |  |  |       |  |  |                                 |  |  |                                  |  |
|                                                        | George Leveson-Gower, I duca di Sutherland | Granville Leveson-Gower, I marchese di Stafford     |                                                |  |  |       |  |  |                                 |  |  |                                  |  |
|                                                        | George Leveson-Gower, I duca di Sutherland | lady Louisa Egerton                                 |                                                |  |  |       |  |  |                                 |  |  |                                  |  |
| George Sutherland-Leveson-Gower, II duca di Sutherland | George Leveson-Gower, I duca di Sutherland |                                                     |                                                |  |  |       |  |  |                                 |  |  |                                  |  |
|                                                        |                                            | Elizabeth Sutherland, XIX contessa di Sutherland    | William Sutherland, XVIII conte di Sutherland3 |  |  |       |  |  |                                 |  |  |                                  |  |
|                                                        |                                            | Elizabeth Sutherland, XIX contessa di Sutherland    | William Sutherland, XVIII conte di Sutherland3 |  |  |       |  |  |                                 |  |  |                                  |  |
|                                                        |                                            | Elizabeth Sutherland, XIX contessa di Sutherland    | Mary Maxwell                                   |  |  |       |  |  |                                 |  |  |                                  |  |
| lady Elizabeth Sutherland-Leveson-Gower                |                                            | Elizabeth Sutherland, XIX contessa di Sutherland    |                                                |  |  |       |  |  |                                 |  |  |                                  |  |
|                                                        |                                            | George Howard, VI conte di Carlisle                 | Frederick Howard, V conte di Carlisle          |  |  |       |  |  |                                 |  |  |                                  |  |
|                                                        |                                            | George Howard, VI conte di Carlisle                 | Frederick Howard, V conte di Carlisle          |  |  |       |  |  |                                 |  |  |                                  |  |
|                                                        |                                            | George Howard, VI conte di Carlisle                 | lady Margaret Leveson-Gower                    |  |  |       |  |  |                                 |  |  |                                  |  |
| lady Harriet Howard                                    |                                            | George Howard, VI conte di Carlisle                 |                                                |  |  |       |  |  |                                 |  |  |                                  |  |
|                                                        |                                            | lady Georgiana Cavendish                            | William Cavendish, V duca di Devonshire        |  |  |       |  |  |                                 |  |  |                                  |  |
|                                                        |                                            | lady Georgiana Cavendish                            | William Cavendish, V duca di Devonshire        |  |  |       |  |  |                                 |  |  |                                  |  |
|                                                        |                                            | lady Georgiana Cavendish                            | lady Georgiana Spencer                         |  |  |       |  |  |                                 |  |  |                                  |  |
|                                                        |                                            | lady Georgiana Cavendish                            |                                                |  |  |       |  |  |                                 |  |  |                                  |  |